# Oribatula meruensis
Oribatula meruensis är en kvalsterart som först beskrevs av Sandór Mahunka 1969.  Oribatula meruensis ingår i släktet Oribatula och familjen Oribatulidae. Inga underarter finns listade i Catalogue of Life.